# Adiantum amplum
Adiantum amplum là một loài thực vật có mạch trong họ Adiantaceae. Loài này được C. Presl miêu tả khoa học đầu tiên năm 1825.